# Молески, Кайла
Кайла Молески (англ. Kayla Moleschi, родилась 25 октября 1990 года в Уильямс-Лейке) — канадская регбистка, игрок женской сборной Канады по регби-7, бронзовый призёр Олимпиады в Рио-де-Жанейро.

## Биография
Начинала играть в регби в 9-м классе школы Колумница в Уильямс-Лейк. Тренеры — Мауро Калабрезе и Тодд Причард. Училась в университетах Томпсон-Риверс (один курс) и Летбридж (окончила его по специальности «кинезиология»), в 2011 году дебютировала в составе сборной Канады по регби-7 в Кубке вызова IRB в Дубае. В том же году признана лучшей дебютанткой Канады года в регби. В составе канадской сборной дошла до финала чемпионата мира 2013 года в Москве, выиграла Панамериканские игры 2015 года.
В сезоне 2015/2016 Мировой серии по регби-7 занесла 34 попытки (170 очков) и сыграла на всех этапах этого сезона Мировой серии (всего такого добились пять канадок). С 34 попытками в Мировой серии занимает 4-е место среди лучших бомбардиров по очкам в канадской сборной. В Рио-де-Жанейро стала бронзовым призёром в составе сборной Канады, занеся три попытки на турнире, а в том же году признана лучшей регбисткой Канады в регби-7.
Кайла играет на позиции защитника, благодаря хорошему видению поля с позиции хукера помогает Канаде набирать много очков. Отличается резким стартом при забеге
Родители — Рон и Андреа Молески, есть старший брат Кёртис. Увлекается походами, рыбалкой, водными видами спорта и бегом. Владелец компании KM Yardworks.